# Costa Cruises
Costa Cruises (італ. Costa Crociere S.p.A.) — італійська круїзна компанія зі штаб-квартирою в Генуї, що надає послуги з організації та обслуговування морських круїзів. Входить до структури «Carnival Corporation & plc».
Компанія заснована 1854 року. Спеціалізувалася на вантажних морських перевезеннях. У 1924 році перейшла до синів засновника (Федеріко, Еухеніо і Енріко), які розпочали вантажоперевезення з власним флотом суден. Вантажоперевезення тривали до введення пасажирських перевезень у 1947 році. Відтоді «Costa» здійснювала регулярні рейси між Італією та Південною Америкою.
У 2000 році компанію придбала «Carnival Corporation & plc.».

## Флот

#### Клас «Mistral»
| Судно            | Побудовано | Верф                      | На службі | Водотоннажність | Країна прапора | Примітки | Зображення |
| ---------------- | ---------- | ------------------------- | --------- | --------------- | -------------- | -------- | ---------- |
| Costa neoRiviera | 1999       | Chantiers de l'Atlantique | з 2013    | 48,200          | →              |          |            |

#### Клас «Classica»
| Судно              | Побудовано | Верф        | На службі | Водотоннажність | Країна прапора | Примітки | Зображення |
| ------------------ | ---------- | ----------- | --------- | --------------- | -------------- | -------- | ---------- |
| Costa neoRomantica | 1993       | Fincantieri | з 1993    | 56,769          | →              |          |            |

#### Клас «Victoria»
| Судно          | Побудовано | Верф          | На службі | Водотоннажність | Країна прапора | Примітки | Зображення |
| -------------- | ---------- | ------------- | --------- | --------------- | -------------- | -------- | ---------- |
| Costa Victoria | 1996       | Bremer Vulkan | з 1996    | 75,166          | →              |          |            |

#### Клас «Atlantica»
| Судно              | Побудовано | Верф                                     | На службі | Водотоннажність | Країна прапора | Примітки | Зображення |
| ------------------ | ---------- | ---------------------------------------- | --------- | --------------- | -------------- | -------- | ---------- |
| Costa Atlantica    | 2000       | Kværner Masa-Yards Helsinki New Shipyard | з 2000    | 85,619          | Італія         |          |            |
| Costa Mediterranea | 2003       | Kværner Masa-Yards Helsinki New Shipyard | з 2003    | 85,619          | Італія         |          |            |

#### Клас «Fortuna» («Triumph»)
| Судно         | Побудовано | Верф        | На службі | Водотоннажність | Країна прапора | Примітки | Зображення |
| ------------- | ---------- | ----------- | --------- | --------------- | -------------- | -------- | ---------- |
| Costa Fortuna | 2003       | Fincantieri | з 2003    | 102,587         | Італія         |          |            |
| Costa Magica  | 2004       | Fincantieri | з 2004    | 102,587         | → →            |          |            |

#### Клас «Concordia»
| Судно           | Побудовано | Верф        | На службі | Водотоннажність | Країна прапора | Примітки                       | Зображення |
| --------------- | ---------- | ----------- | --------- | --------------- | -------------- | ------------------------------ | ---------- |
| Costa Serena    | 2007       | Fincantieri | з 2007    | 114,500         | Італія         | Concordia-class                |            |
| Costa Pacifica  | 2009       | Fincantieri | з 2009    | 114,500         | Італія         | Concordia-class                |            |
| Costa Favolosa  | 2011       | Fincantieri | з 2011    | 114,500         | Італія         | Модернізований Concordia-class |            |
| Costa Fascinosa | 2012       | Fincantieri | з 2012    | 114,500         | Італія         | Модернізований Concordia-class |            |

#### Клас «Luminosa» («Hybrid Spirit»/«Vista Class»)
| Судно           | Побудовано | Верф        | На службі | Водотоннажність | Країна прапора | Примітки                                            | Зображення |
| --------------- | ---------- | ----------- | --------- | --------------- | -------------- | --------------------------------------------------- | ---------- |
| Costa Luminosa  | 2009       | Fincantieri | з 2009    | 92,700          | Італія         | Гібридний дизайн між класами «Atlantica» та «Vista» |            |
| Costa Deliziosa | 2010       | Fincantieri | з 2010    | 92,700          | Італія         | Гібридний дизайн між класами «Atlantica» та «Vista» |            |

#### Клас «Diadema» («Dream»)
| Судно         | Побудовано | Верф        | На службі | Водотоннажність | Країна прапора | Примітки | Зображення |
| ------------- | ---------- | ----------- | --------- | --------------- | -------------- | -------- | ---------- |
| Costa Diadema | 2014       | Fincantieri | з 2014    | 132,500         | Італія         |          |            |

#### Клас «Venezia» («Vista»)
| Судно         | Побудовано | Верф        | На службі | Водотоннажність | Країна прапора | Примітки                        | Зображення |
| ------------- | ---------- | ----------- | --------- | --------------- | -------------- | ------------------------------- | ---------- |
| Costa Venezia | 2019       | Fincantieri | з 2019    | 135,500         | Італія         | Найбільше судно «Costa Cruises» |            |